# Tour de Francia 1950
El 37.º Tour de Francia se disputó entre el 13 de julio y el 7 de agosto de 1950 con un recorrido de 4773 km dividido en 22 etapas.
Participaron 116 ciclistas repartidos en 14 equipos integrados por un distinto número de corredores. De ellos, solo llegaron a París 51 ciclistas, y sin que ningún equipo lograra finalizar la prueba con todos sus integrantes.
Esta edición del Tour quedó marcada por el escándalo cuando Gino Bartali, jefe de filas del equipo nacional italiano fue amenazado y atacado por un grupo de espectadores que le acusaban de haber provocado la caída de Jean Robic. En respuesta, todos los ciclistas italianos -incluido el maillot amarillo, Fiorenzo Magni- abandonan la carrera en el transcurso de la 12.ª etapa y obligaron a la organización del Tour a sustituir la llegada de la 15.ª etapa, prevista en la localidad italiana de San Remo, fijándola en Menton, por temor a posibles represalias.
En esta edición se instauró el fuera de control al final de cada etapa lo que provocó un gran número de eliminados.
El vencedor cubrió la prueba a una velocidad media de 32,778 km/h, siendo la primera vez que vencía un ciclista suizo Ferdi Kubler.

## Etapas
| Etapa | Fecha     | Recorrido                | Distancia (km) | Ganador           | Líder            |
| ----- | --------- | ------------------------ | -------------- | ----------------- | ---------------- |
| 1.ª   | 13 de jul | París - Metz             | 307            | Jean Goldschmit   | Jean Goldschmit  |
| 2.ª   | 14 de jul | Metz - Lieja             | 241            | Adolfo Leoni      | Jean Goldschmit  |
| 3.ª   | 15 de jul | Lieja - Lille            | 232            | Alfredo Pasotti   | Bernard Gauthier |
| 4.ª   | 16 de jul | Lille - Ruan             | 231            | Stan Ockers       | Bernard Gauthier |
| 5.ª   | 17 de jul | Ruan - Dinard            | 316            | Giovanni Corrieri | Bernard Gauthier |
| 6.ª   | 19 de jul | Dinard - Saint-Brieuc    | 78 (CR)        | Ferdi Kubler      | Jean Goldschmit  |
| 7.ª   | 20 de jul | Saint-Brieuc - Angers    | 248            | Nello Lauredi     | Bernard Gauthier |
| 8.ª   | 21 de jul | Angers - Niort           | 181            | Fiorenzo Magni    | Bernard Gauthier |
| 9.ª   | 22 de jul | Niort - Burdeos          | 206            | Alfredo Pasotti   | Bernard Gauthier |
| 10.ª  | 23 de jul | Burdeos - Pau            | 202            | Marcel Dussault   | Bernard Gauthier |
| 11.ª  | 25 de jul | Pau - Saint-Gaudens      | 230            | Gino Bartali      | Fiorenzo Magni   |
| 12.ª  | 26 de jul | Saint-Gaudens - Perpiñán | 233            | Maurice Blomme    | Ferdi Kubler     |
| 13.ª  | 27 de jul | Perpiñán - Nimes         | 215            | Marcel Molinès    | Ferdi Kubler     |
| 14.ª  | 28 de jul | Nimes - Toulon           | 222            | Custodio Dos Reis | Ferdi Kubler     |
| 15.ª  | 29 de jul | Toulon - Menton          | 206            | Jean Diederich    | Ferdi Kubler     |
| 16.ª  | 30 de jul | Menton - Niza            | 96             | Ferdi Kubler      | Ferdi Kubler     |
| 17.ª  | 1 de ago  | Niza - Gap               | 229            | Raphaël Geminiani | Ferdi Kubler     |
| 18.ª  | 2 de ago  | Gap - Briançon           | 165            | Louison Bobet     | Ferdi Kubler     |
| 19.ª  | 3 de ago  | Briançon - Saint-Étienne | 291            | Raphaël Geminiani | Ferdi Kubler     |
| 20.ª  | 5 de ago  | Saint-Étienne - Lyon     | 98 (CR)        | Ferdi Kubler      | Ferdi Kubler     |
| 21.ª  | 6 de ago  | Lyon - Dijon             | 233            | Gino Sciardis     | Ferdi Kubler     |
| 22.ª  | 7 de ago  | Dijon - París            | 314            | Émile Baffert     | Ferdi Kubler     |

CR = Contrarreloj individual

## Clasificación general
| Clasificación general |                   |                            |                   |
| Ciclista              | Ciclista          | Equipo                     | Tiempo            |
| --------------------- | ----------------- | -------------------------- | ----------------- |
| 1.º                   | Ferdi Kübler      | Suiza                      | 145 h 36 min 56 s |
| 2.º                   | Stan Ockers       | Bélgica                    | + 9 min 30 s      |
| 3.º                   | Louison Bobet     | Francia                    | + 22 min 19 s     |
| 4.º                   | Raphaël Géminiani | Francia                    | + 31 min 14 s     |
| 5.º                   | Jean Kirchen      | Luxemburgo                 | + 34 min 21 s     |
| 6.º                   | Kléber Piot       | Île-de-France - Nord-ouest | + 41 min 35 s     |
| 7.º                   | Pierre Cogan      | Centre - Sud-ouest         | + 52 min 22 s     |
| 8.º                   | Raymond Impanis   | Bélgica                    | + 53 min 34 s     |
| 9.º                   | Georges Meunier   | Centre - Sud-ouest         | + 54 min 29 s     |
| 10.º                  | Jean Goldschmit   | Luxemburgo                 | + 55 min 21 s     |

## Clasificaciones secundarias

### Clasificación del mejor escalador
| Clasificación del mejor escalador |                   |                          |        |
| Ciclista                          | Ciclista          | Equipo                   | Puntos |
| --------------------------------- | ----------------- | ------------------------ | ------ |
| 1.º                               | Louison Bobet     | Francia                  | 58     |
| 2.º                               | Stan Ockers       | Bélgica                  | 42     |
| 3.º                               | Jean Robic        | West                     | 41     |
| 4.º                               | Ferdinand Kübler  | Suiza                    | 39     |
| 5.º                               | Kléber Piot       | Île-de-France/North-East | 36     |
| 6.º                               | Raphaël Géminiani | Francia                  | 33     |
| 7.º                               | André Brulé       | Île-de-France/North-East | 19     |
| 8.º                               | Georges Meunier   | Centre/South-West        | 14     |
| 9.º                               | Raymond Impanis   | Belgium                  | 12     |
| 10.º                              | Pierre Brambilla  | South-East               | 10     |

### Clasificación por equipos
| Clasificación por equipos |            |                   |
| Equipo                    | Equipo     | Tiempo            |
| ------------------------- | ---------- | ----------------- |
| 1.º                       | Bélgica    | 438 h 54 min 21 s |
| 2.º                       | Francia    | + 38 min 05 s     |
| 3.º                       | Luxemburgo | + 40 min 29 s     |